# Bunomys chrysocomus
Bunomys chrysocomus е вид гризач от семейство Мишкови (Muridae). Видът не е застрашен от изчезване.

## Разпространение
Разпространен е в Индонезия.

## Описание
Теглото им е около 111,3 g.
Популацията на вида е стабилна.